# 鉛丹

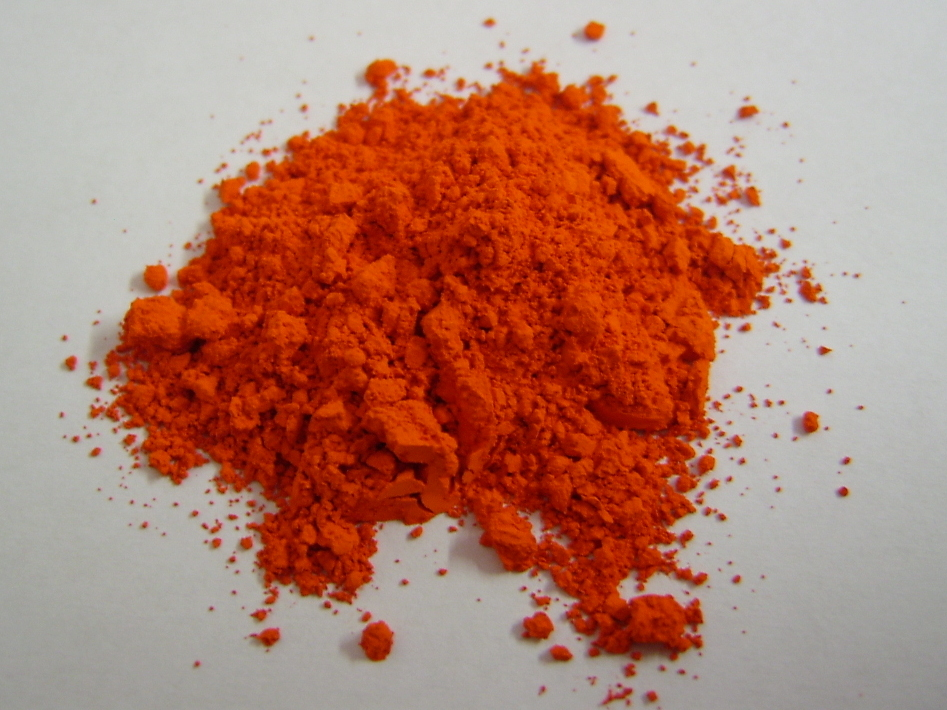
粉末状の鉛丹

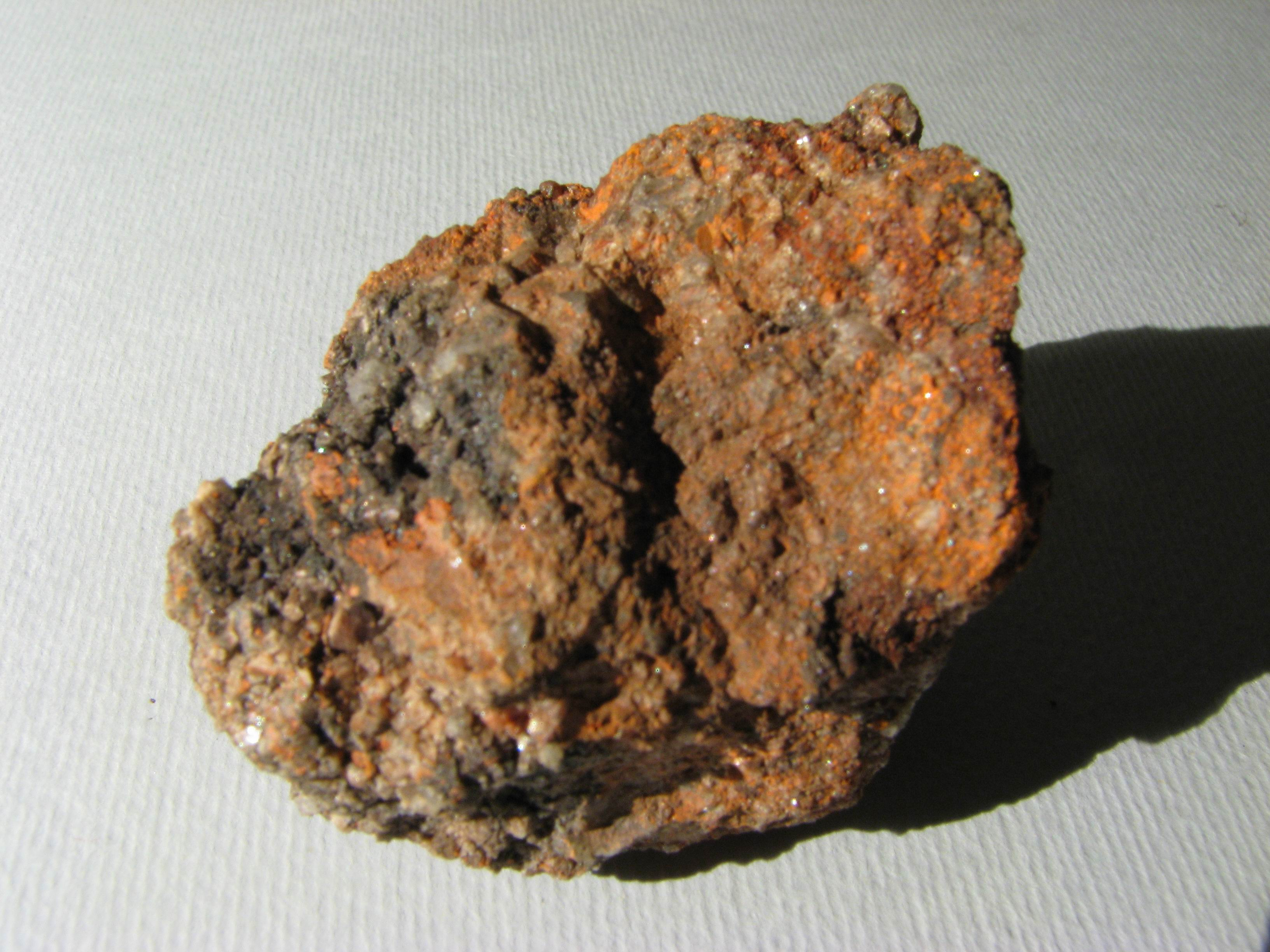
オーストラリアからの鉛丹

鉛丹（えんたん）は、四酸化三鉛 (Pb3O4) を主成分とする赤色の無機顔料。

## 概要
光明丹（こうみょうたん）、赤鉛（せきえん）、赤色酸化鉛（せきしょくさんかなまり）とも呼ばれる。Colour Index Generic NameはPigment Red 105である。
金属の鉛 (Pb) を600 ℃に加熱して空気中の酸素 (O2) と反応させ一酸化鉛 (PbO) とし、さらに生成した一酸化鉛を400 ℃から500 ℃に加熱して製造される。
純粋なPb3O4からなる鉛丹は橙赤色をしている。赤色塗料や錆止め塗料に使用されるが、鉛丹は鉛を多量に含むため、使用する際は鉛中毒の危険性に注意しなければならない。
日本工業規格では四酸化三鉛97 %以上のものを特号、96 %以上のものを1号、93 %以上のものを2号、80 %以上のものを3号と規定している。

## 歴史
古代ローマでは赤い顔料として使用された。ポンペイ遺跡にて多くの使用が確認されたためポンペイ・レッドとも。日本の平安時代の建築物の朱色の柱は鉛丹が主原料の塗料で塗装されている。
艦船で使われる赤色の船底塗料の主成分は鉛丹であり、酸素を遮断して腐食を防ぎ、抵抗となる付着生物の付着を防止している。
日本鉄道車両では、特に電車の屋根の塗料として多用された。ダークグリーンやマルーン一色の車体に鉛丹色の屋根という配色は、戦前期の私鉄においてポピュラーなものであった。